# Paquito García
Paquito, született Francisco García Gómez (Oviedo, 1938. február 14. – Valencia, 2024. augusztus 21.) válogatott spanyol labdarúgó, fedezet, edző.

## Pályafutása

### Klubcsapatban
1957 és 1963 között a Real Oviedo labdarúgója volt. 1957–58-ban a Juvencia, 1958–59-ben a La Felguera csapatában szerepelt kölcsönben. 1963 és 1972 között a Valencia játékosa volt, ahol egy-egy spanyol bajnoki címet és kupagyőzelmet ért el. Tagja volt az 1962–63-as idényben VVK-győztes csapatnak. 1972–73-ban a Mestalla együttesében fejezte be az aktív játékot.

### A válogatottban
1962 és 1967 között kilenc alkalommal szerepelt a spanyol válogatottban.

### Edzőként
1977–78-ban a Real Valladolid, 1978 és 1980 között a Castellón, 1980 és 1982 között ismét a Valladolid, 1982-ben a Hércules, 1983–84-ben a Valencia, 1985–86-ban a Cádiz, 1987–88-ban a Figueres, 1989–90-ben a Las Palmas vezetőedzője volt. 1992–93-ban a Racing Santander, 1994–95-ben a Rayo Vallecano, 1995–96-ban az Osasuna, 1996–97-ben ismét a Rayo Vallecano szakmai munkáját irányította. 1999 és 2004 között négy alkalommal is a Villareal vezetőedzőjeként tevékenykedett (1999, 1999–00, 2002, 2004).

## Sikerei, díjai
Valencia CF
- Spanyol bajnokság (La Liga)
  - bajnok: 1970–71
- Spanyol kupa (Copa del Generalísimo)
  - győztes: 1967
- Vásárvárosok kupája (VVK)
  - győztes: 1962–63